# Maria Saadeh
Maria Saadeh (nascida em 1 de janeiro de 1974, em Damasco) é uma arquitecta e política síria. Ela foi membro independente do Conselho Popular da Síria entre 2012 e 2016.